# Kóstas Malékkos
Konstantínos Malékkos (en grec : Κωνσταντίνος Μαλέκκος), dit Kóstas Malékkos (en grec : Μαλέκκος), né le 9 avril 1971 à Nicosie en Chypre, est un footballeur international chypriote, devenu entraîneur à l'issue de sa carrière, qui évoluait au poste de milieu offensif.

## Biographie

### Carrière en club
Kóstas Malékkos dispute neuf matchs en Ligue des champions, pour deux buts inscrits, quatre matchs en Coupe des coupes, pour un but inscrit, et dix matchs en Coupe de l'UEFA, pour deux buts inscrits,.
Il joue 12 matchs en première division grecque, inscrivant un but, et 307 matchs en première division chypriote, marquant 94 buts. Il réalise sa meilleure performance lors de la saison 1995-1996, où il inscrit 15 buts en championnat.

### Carrière internationale
Kóstas Malékkos compte 43 sélections et 4 buts avec l'équipe de Chypre entre 1992 et 2002. 
Il est convoqué pour la première fois par le sélectionneur national Andréas Michaelídes pour un match amical contre la Géorgie le 22 décembre 1992 (victoire 1-0). Il reçoit sa dernière sélection le 12 février 2002 contre la Suisse (1-1).
Le 27 août 1996, il inscrit son premier but en sélection contre la Pologne, lors d'un match amical (2-2). Il inscrit son deuxième but le 19 août 1997 contre la Grèce (victoire 2-1), et son troisième but contre la Roumanie le 18 août 1999 (match nul 2-2). Son dernier but est inscrit le 28 février 2001 face à l'Ukraine (victoire 4-3).
Il participe avec la sélection chypriote aux éliminatoires du mondial 1998 puis aux tours préliminaires de la coupe du monde 2002. Son bilan dans les éliminatoires des Coupes du monde s'élève à neuf matchs joués, pour aucun but marqué.

## Palmarès
- Avec l'Omonia Nicosie
  - Champion de Chypre en 1993
  - Vainqueur de la Coupe de Chypre en 1991, 1994 et 2000
  - Vainqueur de la Supercoupe de Chypre en 1989, 1991 et 1994

- Avec l'APOEL Nicosie
  - Champion de Chypre en 2002 et 2004
  - Vainqueur de la Supercoupe de Chypre en 2002 et 2004

## Statistiques

### Buts en sélection
Le tableau suivant liste tous les buts inscrits par Kóstas Malékkos avec l'équipe de Chypre :